# Kam se dosud člověk nevydal
Kam se dosud člověk nevydal (v anglickém originále Where No Man Has Gone Before) je třetí díl první řady seriálu Star Trek. Scénář napsal Samuel A. Peeples, díl režíroval James Goldstone, premiérově byl vysílán na stanici NBC 22. září 1966. Epizoda vznikla jako druhý pilotní díl Star Treku, neboť původní natočený pilot s názvem „Klec“ televize NBC v únoru 1965 odmítla. Společnost nicméně posléze souhlasila s výrobou dalšího pilotního dílu, neboť produkční společnost Desilu Productions i autor celého konceptu Gene Roddenberry projektu nadále věřili. Natáčení epizody „Kam se dosud člověk nevydal“ proběhlo v červenci 1965, oproti „Kleci“ ale měl díl zcela odlišné obsazení a postavy. Kapitána Jamese Kirka, velícího důstojníka hvězdné lodi USS Enterprise (NCC-1701), ztvárnil William Shatner, jeho prvním a vědeckým důstojníkem byl Leonard Nimoy v roli Spocka, což byl jediný herec, který svou postavu hrál i v „Kleci“. Z důležitých nových postav se v epizodě poprvé objevili Scotty, kterého hrál James Doohan, a Sulu, jehož ztvárnil George Takei. Postprodukce dílu byla dokončena v lednu 1966, epizoda a seriál byly stanicí NBC schváleny o měsíc později, takže od května 1966 mohlo začít natáčení řádných dílů seriálu Star Trek (počínaje epizodou „Manévr s korbomitem“).
Přestože byla epizoda „Kam se dosud člověk nevydal“ prvním vyrobeným dílem Star Treku s kapitánem Kirkem, televize NBC ji do vysílání zařadila až jako třetí. V Česku byl díl premiérově uveden 1. března 2002 na ČT1 jakožto druhá epizoda seriálu hned po „Kleci“, neboť Česká televize vysílala Star Trek v produkčním pořadí.

## Příběh
Hvězdná loď USS Enterprise (NCC-1701), vedená kapitánem Jamesem Kirkem, je na výzkumné misi, na které zachytí neznámý objekt o velikosti jednoho metru. Po transportu na palubu lodi posádka zjistí, že jde o černou skříňku lodi SS Valiant, která se ztratila. Ze záznamů černé skříňky vědecký důstojník Spock zjistí, že Valiant byl patrně poškozen magnetickou bouří, následně uletěl ještě půl světelného roku a po otočení se střetl s neznámou silou. Poslední záznamy hovořily o snaze získat z lodního počítače informace o mimosmyslovém vnímání člověka a nejasný byl záznam o rozhodnutí kapitána o zničení Valiantu. Kirk se rozhodne celou událost prozkoumat kvůli možnému budoucímu nebezpečí, takové rozhodnutí však znamená překročit hranici Galaxie. Enterprise skutečně dorazí na galaktickém okraji k neznámému magnetickému poli. Při průletu touto anomálií je neznámou silou zasažen kormidelník Gary Mitchell a členka zdravotního týmu Elizabeth Dehnerová. U Mitchella se ihned objeví zvláštní symptom svítících očí. Je zřejmé, že byli zasaženi všichni členové posádky Enterprise, kteří mají vysokou hodnotu mimosmyslového vnímání. Nejvyšší měl právě Mitchell a doktorka Dehnerová. Ačkoliv až na svítící oči vypadá Mitchell v pořádku, začne se chovat podrážděně a podivně. Postupně se u něj objeví nadlidské schopnosti, jako je extrémně rychlé čtení textu, telepatie a telekineze. Kirk usoudí, že je pro Enterprise nebezpečný, a protože odmítne možnost Mitchella zabít, rozhodne se ho ponechat v opuštěné těžařské kolonii.
Mitchell se celou dobu sbližuje s doktorkou Dehnerovou, a ta poté také protestuje proti jeho vyhoštění z lodi. Enterprise má poškozený warp pohon, ale přesto dorazí na oběžnou dráhu planety Delta Vega, kde se nachází těžařská kolonie, která je plně automatizovaná, takže planeta je zcela neobydlená. Zatímco se zbytek posádky snaží alespoň částečně opravit loď, Gary Mitchell již dokáže ovládnout silové pole svého vězení a unikne i s doktorkou Dehnerovou. Kapitán se za nimi vydá a zjistí, že i lékařka trpí stejnou „nemocí“, která se ale u ní projevuje opožděně. Kirk svede s Mitchellem těžký souboj. Ten vyhraje pouze díky pomoci doktorky Dehnerové, která poté spolu s Mitchellem zemře. Kapitán Kirk na závěr k záznamům obou mrtvých členů posádky uvede poznámku, že „zahynuli při výkonu služby“.